# Tadeusz Dwernicki
Tadeusz Juliusz Dwernicki (ur. 1 stycznia 1868 w Kołomyi, zm. 11 stycznia 1946 w Krakowie) – doktor praw, adwokat, działacz niepodległościowy i społeczny, podpułkownik audytor Wojska Polskiego.

## Życiorys
Urodził się 1 stycznia 1868 w Kołomyi, w rodzinie Mikołaja, kierownika szkoły ludowej . Podjął studia prawnicze na Wydziale Prawa Uniwersytetu Jagiellońskiego i Wydziale Prawa Uniwersytetu Lwowskiego. W 1894 uzyskał tytuł naukowy doktora praw. Działał w tajnych organizacjach niepodległościowych (np. Obrona Czynna Narodu), za co został aresztowany i osadzony w więzieniu w Piotrkowie Trybunalskim w okresie 8 miesięcy od 1889 do 1890. Działał w organizacji „Gwiazda” (prezes od 1911), był członkiem Komisji Tymczasowej Skonfederowanych Stronnictw Niepodległościowych, był współzałożycielem Towarzystwa Szkoły Ludowej. W 1895 zasiadł w Centralnym Komitecie Wyborczym, stanowiącym kierownictwo Stronnictwa Ludowego. Później był związany politycznie z obozem tzw. demokracji postępowej. Ze strony miasta Lwowa był zastępcą członka rady administracyjnej Fundacji Stanisława hr. Skarbka. Sprawował mandat radnego gminy Lwów.
Po wybuchu I wojny światowej 1914 został powołany do C. K. Armii. Od marca 1915 został odkomenderowany do Legionów Polskich. Służył w randze audytora w Komendzie Legionów Polskich. Został awansowany na stopień kapitana 24 czerwca 1915. Służbę w legionach zakończył w pierwszej połowie 1917, po czym był dyrektorem w Zakładzie Wojennym dla Miast (późniejszy Zakład Kredytowy dla Miast). Był jednym z sześciu obrońców w procesie legionistów w Marmaros-Sziget od czerwca do września 1918.
Po odzyskaniu przez Polskę niepodległości został przyjęty do Wojska Polskiego. W 1928 pełnił funkcję skarbnika Obywatelskiego Komitetu Ratowania Krakowa. Został awansowany do stopnia podpułkownika rezerwy służby sądowej ze starszeństwem z 1 czerwca 1919. W 1924 był zweryfikowany w korpusie oficerów sądowych pospolitego ruszenia. W 1922 został wybrany na członka Tymczasowego Wydziału Samorządowego byłej Galicji. Założyciel Unii Narodowo-Państwowej w 1922. W 1924 założył kancelarię adwokacką we Lwowie i pracował jako adwokat do ostatnich lat istnienia II Rzeczypospolitej. Publikował w „Nowej Palestrze”. Jako członek Związku Adwokatów Polskich wygłaszał wykłady. Był członkiem Okręgowej Rady Adwokackiej w Krakowie, członkiem Naczelnej Rady Adwokackiej w Warszawie oraz prezesem Sądu Dyscyplinarnego Izby Adwokackiej we Lwowie. Pracował także jako radca prawny Banku Gospodarstwa Krajowego.
Udzielał się społecznie. Był założycielem i członkiem zarządu głównego Towarzystwa Szkoły Ludowej w Krakowie, działał na rzecz dostępu ludności polskiej do oświaty i kultury. W maju 1931 został wyróżniony godnością członka honorowego TSL. Był członkiem zarządu Towarzystwa Przyjaciół Sztuk Pięknych we Lwowie.
Zmarł po zakończeniu II wojny światowej, 11 stycznia 1946 w Krakowie. Został pochowany na tamtejszym cmentarzu Rakowickim 15 stycznia 1946 (kwatera P, rząd wschodni, grób po lewej Moderlakowej).

## Ordery i odznaczenia
- Krzyż Niepodległości – 16 marca 1937 „za pracę w dziele odzyskania niepodległości”[17], zamiast uprzednio (4 listopada 1933) nadanego Medalu Niepodległości[18]
- Złoty Krzyż Zasługi (1938)[19],
- Srebrny Wawrzyn Akademicki (5 listopada 1935)[20].